# Tenuipalpus vitexi
Tenuipalpus vitexi är en spindeldjursart som beskrevs av Meyer 1993. Tenuipalpus vitexi ingår i släktet Tenuipalpus och familjen Tenuipalpidae. Inga underarter finns listade i Catalogue of Life.